# Miss Samoa Americana
El Miss Samoa Americana, es un concurso de belleza, cuya finalidad es escoger y preparar la representante de estas islas de Oceanía para el Miss Universo.
Actualmente este país está ausente de la competencia internacional. Participó en Miss Universo desde 1975 a 1978.

## Miss Samoa Americana en Miss Universo
La siguiente lista muestra todas las candidatas que han sido coronadas como Miss Samoa Americana. Destacando además que la afortunada ganadora participará en el Miss Universo. La primera reina de las islas fue Darlene Schwenkey, Miss Samoa Americana 1975. Hasta la fecha, han sido coronadas 4 mises como Reinas de la entidad. Siendo la hermosa, Palepa Sio Tauliili, la actual Soberana que ostenta el título de Miss Samoa Americana.
Color Clave
- Ganador
- Finalistas
- Semi Finalistas

| Miss S.A. | Candidata              | Participó en       | Colocación | Premios |
| --------- | ---------------------- | ------------------ | ---------- | ------- |
| 1975      | Darlene Schwenkey      | Miss Universo 1975 |            |         |
| 1976      | Taliilani Ellen Letuli | Miss Universo 1976 |            |         |
| 1977      | Virginia Caroline Suka | Miss Universo 1977 |            |         |
| 1978      | Palepa Sio Tauliili    | Miss Universo 1978 |            |         |